# بطليموس كيراونوس
بطليموس كيراونوس ((باليونانية: : Πτολεμαῖος Κεραυνός)‏ توفي 279 قبل الميلاد) كان ملكاً لمقدونيا من 281 وحتى 279 ق م. ولقبه كيراونوس هي كلمة يونانية تعني «الرعد» أو «الصاعقة».
كان الابن البكر لبطليموس الأول حاكم مصر، وزوجته الثالثة يوريديكاen، ابنة وصي العرش أنتيباتر. وقد أصبح أخوه الأصغر غير الشقيق، وكان اسمه بطليموس أيضا، الوريث الشرعي في 282 ق م، واعتلى العرش باسم بطليموس الثاني. وكان بطليموس كيراونوس قد ترك مصر والتحق ببلاط ليسيماخوس، ملك تراقيا ومقدونيا، وجزء من آسيا الصغرى. وقد تزوجت أخته غير شقيقة، أرسينوي، المسماة لاحقاً باسم أرسينوي الثانية ملكة مصر من ليسيماخوس.
وخلال بقائه في بلاط ليسيماخوس، أدت مؤامرات أرسينوي إلى اتهام ابن ليسيماخوس الأول، أغاثوكليس، بالخيانة وإعدامه. وقف كيراونوس مع شقيقته الأخرى ليساندراen، التي كانت زوجة أغاثوكليس، ورافقها إلى بلاط سلوقس في الشرق لالتماس مساعدته. وبعد رؤيته فيهما الفرصة للتدخل لتحقيق مكاسب خاصة به في شؤون كل من تراقيا تحت ليسيماخوس ومصر تحت بطليموس على حد سواء، قام سلوقس بإعداد العدة لشن حملة ضد ليسيماخوس بعد ذلك بوقت قصير.

## استيلائه على العرش المقدوني
بعد هزيمة ليسيماخوس وموته في معركة كوروبيديوم في 281 ق م، ضد سلوقس الأول، قام بطليموس كيراونوس بقتل سلوقس الأول لكي يحصل على قوّة حاميه السابق. ثم هرع بعد ذلك إلى ليسيماخيا en حيث بايعه الجيش المقدوني ملك على مقدونيا. وفي الوقت ذاته بالتخلي الرسمي عن مطالبته لتولي عرش مصر. ولتوطيد دعائم عرشه، قام بطليموس بالتقدم لأخته غير الشقيقة أرسينوي، أرملة ليسيماخوس، للزواج منها. وفي عام 281 ق م، قام بعقد تحالف مع بيروس الإبيري. وقد حوصر منافسه أنتيغونوس غوناتوس، وهو ابن الملك المقدوني السابق، ديميتريوس الأول، في مدينة ديميتريادا في إقليم ثيساليا، وهكذا امتدت سلطة كيراونوس إلى الجنوب اليوناني كذلك.
لم تكن أرسينوي سعيدة بذلك الوضع. وبينما كان بعيدا في حملة عسكرية، قامت بالتآمر ضده في العاصمة كاساندريا، بمساعدة أبنائها. فقام كيراونوس بالإستيلاء السريع على كاساندريا، فقتل الإبنين الأصغرين لأرسينوي، فيما فر الابن الأكبر شمالا إلى مملكة درداني en. أما أرسينوي فقد فر إلى مصر، حيث تزوجت أخاها بطليموس الثاني وأصبحت أرسينوي الثانية.

## موته
على الرغم من أن بطليموس كيراونوس كان في ذروة قوته، فانه لم يعش بعد ذلك بزمن طويل. ففي عام 279 ق م ألقي القبض عليه وقتل خلال حروب القبائل الغالية ضد الإغريق en بقيادة بولغيوس en الذي نظم سلسلة من الغارات ضد مقدونيا واليونان. وقد جلب مقتله الويلات والفوضى على الدول المدن اليونانية، إذ أن أيا من خلفائه لم يتمتعوا بالقوة والقدرة على تحقيق الاستقرار. استمر هذا الوضع نحو عامين من الزمن، حتى قام أنتيغونوس غوناتاس بهزيمة القبائل الغالية في معركة قرب لاسيماخيا، في إقليم تراقيا، في عام 277 ق م، وبعد هذا النصر تم إقراره ملكاً على مقدونيا فامتدت سلطته أيضا إلى الجنوب اليوناني.

## روابط خارجية
- Livius, Ptolemy Keraunos by Jona Lendering